# 박형남
박형남(朴炯南, 1960년 ~)은 제48대 전주지방법원장을 역임한 법조인이다.

## 생애
1960년에 전라북도 군산시에서 태어난 박형남은 1978년 경기고등학교를 졸업하고 서울대학교 법학과에 재학 중이던 1981년 제23회 사법시험에 합격하였다. 제14기 사법연수원을 수료하여 군 법무관을 마치고 1988년 서울형사지방법원 판사에 임용되었다.
이후 서울가정법원에서 판사를 하다가 1995년 법원행정처 송무심의관, 2000년 춘천지방법원 원주지원장, 2001년 사법연수원 교수를 지냈으며 2006년에 부장판사가 되어 서울중앙지방법원, 서울동부지방법원, 서울고등법원 등에서 재판장을 하였다.
2014년 2월 전주지방법원장에 부임한 이후 김병로 초대 대법원장, 화강 최대교 전 서울고등검찰청장, 바오로 김홍섭 전 서울고등법원장 등 법조삼성 기념지 참배 후 이분들의 삶에 대한 조명 작업을 시작하면서 생애와 업적, 사상을 담은 평전을 저술하여 2015년 4월 30일에 ‘한국 사법을 지킨 양심’ISBN 9788933706992을 출판한 박형남은 3월 31일에 '사법과 재판에 대한 오해를 풀어놓다'라는 주제로 전주시 팔복동 소재 한국폴리텍대학 신기술연수교육원에서 도내 주요기관장과 기업 최고경영자를 대상으로 JM 최고경영자 아카데미에서 특강을 하고 9월 14일에 전주·완주 혁신도시 지방행정연수원에서 고급리더과정 교육중인 지방 4급 공무원 100여명을 대상으로 '행정과 사법의 소통'이라는 주제로 특강을 하면서 행정재판에 대한 이해와 행정관청 입장에서 본 행정처분의 어려움과 기준, 행정처분의 주체인 공무원과 이를 판단하는 법관의 시각차이 등을 강연하였으며11월 25일에 전북대학교 법학전문대학원에서 '사회속의 판결, 판결속의 사회’를 주제로 특강을 하면서 세계사적으로 의미있는 판결 5개를 소개하면서 대법원의 대형마트 영업 제한 법률에 대한 판단 등 이념과 사상의 대립이 존재하는 사회적 판결에 대해 대학원생들과 이야기를 나눴다.
법원에서 각종 지침이 되는 연구를 했던 박형남은 "자살을 업무상 재해로 인정해 달라는 소송에서 숨진 사람의 가족, 직장 동료에 대한 면접과 주변조사 등 심층분석을 통해 자살의 원인을 규명하는 심리적 부검을 최초로 실시해 억울함을 풀어준 것과 공정거래법 판례선집 발간을 통해 공정거래법 관련 법률 문화발전에 기여한 연구가 기억에 남는다"고 했으며 영장실질심사제도에 관한 대법원규칙과 예규를 정비한 것에 대해 좋은 연구로 평가 받았다.
서울고등법원 형사6부 재판장으로 재직할 때, 미국으로 이민을 가서 한국산 캐비닛 등을 수입해 파는 일을 하다가 애정 관계에 의한 모함으로 국가보안법 위반자가 된 사람의 재심 사건에서 "조사 과정에서 가혹행위를 당했고 증거 등이 조작됐다"며 무죄를 선고하면서 "수사기관의 권한을 남용해 개인의 인권을 유린하고 법치주의 이념을 훼손한 것은 그 어떤 논리로도 용납될 수 없는 명백한 범죄행위"이며 "국가안보에 대한 위협 제거라는 명분하에 헌법과 법률이 정한 권리 보장이나 적법절차를 무시할 수 있다는 인식을 여실히 드러냈다"고 비판했다.
2023년 2월 20일에 제5대 사법정책연구원장에 임명되었다. 현직 법관이 사법정책연구원장에 임명된 것으로 최초로, 고등법원장급 상당의 직책으로 대우받는다.

## 경력
- 2001년 사법연수원 교수
- 2004년 서울동부지방법원 부장판사
- 2006년 부산고등법원 부장판사
- 2008년 ~ 2014년 2월 서울고등법원 부장판사
- 2014년 ~ 2016년 2월 제48대 전주지방법원 법원장
- 2014년 2월 ~ 2016년 2월 제41대 전라북도선거관리위원회 위원장
- 2016년 2월 서울고등법원 부장판사
- 2023년 2월 ~ 2025년 2월 서울고등법원 부장판사 겸 사법정책연구원장